# Jasmine Flury
Jasmine Flury, född 16 september 1993, är en schweizisk alpin skidåkare som debuterade i världscupen den 11 januari 2014 i Altenmarkt-Zauchensee i Österrike. Hennes första pallplats i världscupen kom när hon vann tävlingen i Super-G den 9 december 2017 i Sankt Moritz i Schweiz.